# ВЕС Южне Енерджі
ВЕС Южне Енерджі — вітроелектростанція біля сіл Любопіль та Сичавка в Одеській області. Встановлена потужність електростанції — 76,5 МВт. ВЕС «Южне» керується товариством з обмеженою відповідальністю «Южне Енерджі», власником якого є гонконзька компанія «Hero Asia Investment».
Генерація електроенергії здійснюється за рахунок місцевого відновлюваного джерела енергії – вітру, орієнтовний термін експлуатації ВЕС – 25 років, але може бути продовжений в залежності від технічних характеристик обладнання електростанції. Запланована середньорічна генерація вітроелектростанції становить 262500 МВт⋅год електроенергії щорічно.

## Історія
23 червня 2018 року між Одеською обласною державною адміністрацією і вітроенергетичною компанією «Южне Енерджі» був підписаний меморандум про співробітництво. Документ засвідчив співробітництво у сфері реалізації проектів з будівництва вітроелектростанцій у тодішньому Лиманському районі Одеської області.
На початку 2019 року Департамент Державної архітектурно-будівельної інспекції України в Одеській області видав дозвіл на будівництво вітроелектростанції «Южне Енерджі» на замовлення ТОВ «Южне Енерджі». 
Будівництво 17 вітрових турбін одиничною потужністю 4,5 МВт, підстанції збору потужності 110/35 кВ з двома трансформаторами 110/35/10 кВ потужністю по 40 МВА кожен та двох повітряних ліній електропередачі 110 кВ «Аджалик — Южне Енерджі» і «Южне Енерджі — Сичавка» розпочалося 2020 року.

## Розташування
Вітроелектростанція розташовується на території Визирської сільської та Южненської міської громад Одеського району Одеської області за межами населених пунктів.